# سرگی فوکین
سرگی فوکین (روسی: Серге́й Александрович Фокин؛ زادهٔ ۲۶ ژوئیهٔ ۱۹۶۱) بازیکن سابق فوتبال اهل شوروی است.
از باشگاه‌هایی که در آن بازی کرده‌است می‌توان به باشگاه فوتبال آینتراخت براونشوایگ و باشگاه فوتبال زسکا مسکو اشاره کرد.